# ホームエンタテイメント議員連盟
ホームエンタテイメント議員連盟（ホームエンタテイメントぎいんれんめい）は、2004年4月15日に民主党の衆議院議員及び参議院議員により結成された議員連盟。エンタメ議連またはHE議連(Home Entertainment)と略される。

## 設立経緯
2004年3月に閣議決定され、国会に提出された著作権法改正案における音楽レコードの還流防止措置（いわゆる「レコード輸入権」）を巡って音楽ファンの反対運動が発生したことを受けて川内博史・佐藤謙一郎の両衆議院議員が質問主意書を提出し、その答弁が文化庁による趣旨説明と著しくかけ離れていたことから『「著作者等の権利の保護」と著作物の「公正な利用」に留意し、著作者の権利と消費者の利益のバランスのとれた法体系の確立』を目的に掲げる議員連盟を結成する必要があるとの認識で一致し、参議院での審議入りと同日の4月15日に設立総会が行われた。その際、質問主意書を提出した佐藤謙一郎が会長に、川内博史が事務局長にそれぞれ就任している。
参加議員数は最盛期に50名を数えたが2005年9月11日の第44回衆議院議員総選挙に際して初代会長の佐藤謙一郎を始め落選者が相次ぎ、議員数はほぼ半減。その後は目立った活動が見られなかったが、2010年5月20日に川内博史を会長、前年8月の第45回衆議院議員総選挙で国政復帰した城井崇を事務局長とする新体制で活動を再開したが、2012年12月の第46回衆議院議員総選挙で第2代会長の川内を始め、落選者が相次ぎ、議員数が半減した。しかし、2014年12月の第47回衆議院議員総選挙では海江田は落選したが、宮崎が返り咲き、政界復帰した。

## 主な活動
音楽レコードの還流防止措置が文化庁の立法趣旨説明に反して日本国外の権利者によって発行された商業用レコードに適用される危険性を法文上は否定できないことから、見直し規定を盛り込んだ修正案を提出したが衆議院文部科学委員会で賛成少数により否決された。また、音楽レコードの還流防止措置の導入により、商業用レコードが再販制度と事実上の「二重保護」状態となったこと、日本の音楽CDが欧米各国と比較しても突出して高額であることを指摘し、少なくとも商業用レコードに関しては再販制度を廃止することを提言していた。
また、日本音楽著作権協会（JASRAC）と、音楽利用者である各地のジャズ喫茶やライブハウスとの間でしばしば紛争が発生していることを受けて、JASRACの楽曲使用料規程の見直しを提言している他、権利者団体と家電メーカーの間で対立が続いている私的録音録画補償金制度に関する勉強会などを開催している。

## 過去の役員
- 佐藤謙一郎（初代会長・2005年に落選）
- 肥田美代子（初代副会長・2005年に落選）
- 井上和雄（初代副会長・2005年に落選）
- 宇佐美登（初代副会長・2005年に落選）
- 円より子（初代副会長・2010年に落選、2024年に復帰）
- 奥田建（第2代副会長・2012年に落選）
- 中村哲治（第2代副会長・2012年に落選）
- 鳩山由紀夫（最高顧問・2012年に引退）
- 川内博史（第2代会長、初代事務局長・2021年に落選、2024年に復帰）
- 高橋昭一（第2代副会長・2012年に落選）
- 城井崇（第2代事務局長）
- 海江田万里（第2代副会長・2014年に落選、2017年に復帰）
- 原口一博（会長代理）
- 近藤昭一（第2代副会長）
- 宮崎岳志（第2代副会長・2017年に落選）
- 福山哲郎（第2代副会長）